# Suite bergamasque

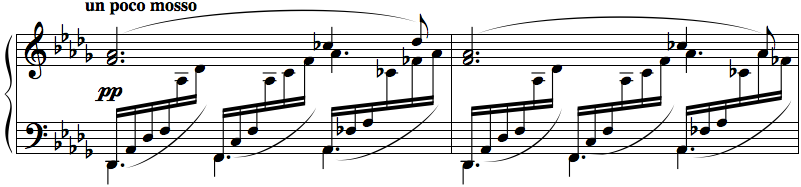
Részlet a Clair de lune-ből, a szvit harmadik tételéből.

A Suite bergamasque Claude Debussy francia impresszionista zeneszerző egyik leghíresebb zongoraszvitje. A zeneszerző 1890-ben, 28 éves korában kezdett hozzá a mű megírásához, de csak 1905-re fejezte be és adta ki.
Valószínűleg mire egy kiadó felkereste Debussyt, hogy a darab kiadásával hasznot húzhasson a szerző akkor már meglévő hírnevéből, Debussy ki nem állhatta korábbi stílusát, melyben ez a mű is íródott. A kiadása előtt a szvitet jelentősen átdolgozta, bár nem tudjuk, hogy mekkora része született 1890-ben, és mekkora 1905-ben, az egyértelmű, hogy legalább két tétel címét megváltoztatta. A Passepied eredeti címe Pavane, míg a Claire de lune-é Promenade Sentimentale volt. Ezek a címek egyaránt Paul Verlaine-versekből származnak.

## Felépítés
A Suite bergamasque négy tételből áll:
1. Prélude
2. Menuet
3. Clair de lune
4. Passepied

Több zeneszerző is meghangszerelte a szvitet, többek közt André Caplet, Leopold Stokowski, és Lucien Cailliet; Dimitri Tiomkin pedig átírta orgonára a Clair de lune-t az 1956-os Óriás című filmhez.
Az első három tételben megfigyelhető egy közös motívum:
- Prélude: F – E – F – E – D (11. ütem)
- Menuet: G – F – G – F – E (6. ütem)
- Clair de lune: F – Esz – F – Esz – Desz (1-2. ütem)

## Tételek

### Prélude
A prelűd F-dúrban íródott, rubato tempójelzésű. Ünnepi hangulatú mű, mely sokat megőrzött a barokk prelűdök stílusából.

### Menuet
A menüet játékos főtémája ellentétben áll a rejtélyes és drámai középrésszel. Ez a darab különösen eredetinek számít, hiszen kevéssé alkalmazkodik a legtöbb menüet jellemző stílusához. Kecses könnyedség helyett nyers bohókásság jellemzi. Debussy itt is egy újszerű darabot helyez egy régi stílus álcája mögé.

### Clair de lune
A szvit leghíresebb tételének címe holdfényt jelent, és Paul Verlaine azonos című verséből származik. A vers első versszakában a bergamaszk táncra is történik utalás. 

### Passepied
A zárótétel fisz-mollban íródott, allegretto ma non troppo. A passepied Bretagne-ból eredő táncfajta. Debussy passepied-je vidám, de furcsán középkori hangulatú mű, és gyorsabb eredeti, barokk megfelelőinél. A bal kéz a darab szinte teljes hossza alatt staccato arpeggiókat játszik.

## Fordítás
- Ez a szócikk részben vagy egészben  a   Suite bergamasque című angol Wikipédia-szócikk ezen változatának fordításán alapul.  Az eredeti cikk szerkesztőit annak laptörténete sorolja fel. Ez a jelzés csupán a megfogalmazás eredetét és a szerzői jogokat jelzi, nem szolgál a cikkben szereplő információk forrásmegjelöléseként.